# 千歳タウンプラザ
千歳タウンプラザ（ちとせタウンプラザ）は、北海道千歳市にあった複合施設。

## 概要
2005年（平成17年）、閉鎖していた施設を取得していた北海道空港が3階のコミュニティセンター部分を除き商業施設として再開した。2016年（平成28年）に「コト消費型施設」としてリニューアルし、市民が本を持ち寄ったりしながら自由で開放的に本を読むことができる民間図書館の「まちライブラリー」、遊びを通じて体力づくりができる子供向け屋内遊具施設の「あそびのくに ピッピちとせ」、人工芝を敷き詰めた屋内パークゴルフ場の「千歳インドアパークゴルフクラブ」が新施設としてオープンした。千歳タウンプラザ前の広場では、『千歳市民夏まつり』の行事や『千歳市民郷土餅つき大会』などのイベントが開催されていた。
2021年3月までに大部分の施設が営業を終了したのち、2022年7月ごろまでに全施設が営業を終了。2022年10月1日から解体が開始された。

## 施設
まちライブラリー＠千歳タウンプラザ
- 開館時間：10:00 - 20:00
- 企画・運営：一般社団法人まちライブラリー
- まちライブラリーカフェ
  - 営業時間：10:00 - 20:00
  - 運営：グリーンズプラネット

あそびのくに ピッピちとせ
- 開館時間：10:15 - 17:15
  - 120分入替クール制
- 利用料金：子ども・保護者ともに1クール1名350円
- 対象年齢：生後6か月から小学生まで
- プロデュース：ボーネルンド
- 運営：セントラルリーシングシステム

千歳市中心街コミュニティセンター
- 開館時間：9:00 - 21:00（月曜日除く）[10]
- 集会室、会議室

千歳インドアパークゴルフクラブ
- 営業時間：10:00 - 17:00（最終受付16:00）
- 利用料金
  - 1日券800円
  - 半日券500円
- ホール数：18
- プロデュース：藤樹園[11]

コミック&インターネットカフェ「フリースタイル」
- 24時間営業[12]
- 運営：タカハシ

### かつてのテナント
- 佐々木商店 (廃業)
- カマザワ水産 (移転)
- YESパソコン学院千歳タウンプラザ校(移転)

## 沿革
千歳タウンプラザの前身は、1982年（昭和57年）に千歳市中心部の再開発として開業した再開発ビル「エスプラザビル」である。地元の商業者などが共同出資した「ちとせデパート」が核店舗となり、ダイエーとのフランチャイズ（FC）契約を結んで営業していたが、近隣商業施設の大型化による競合によって赤字が続くようになり、1999年（平成11年）に運営会社の「株式会社ちとせデパート」が約46億円の負債を抱えて自己破産を申請した。ちとせデパート閉店後のエスプラザビルは、3階「千歳市中心街コミュニティセンター」を除いて閉鎖することになった。
2002年（平成14年）5月、千歳市や千歳商工会議所からの活用要請を受け入れた北海道空港が中心街の活性化と地域振興のために地下1階から2階を購入し、9月には再活用に向けた要望書を市に提出して交渉を行った。施設改修費の扱いでの議論の行き詰まり、テナント誘致の苦戦などにより交渉は難航し、再開の目途が立たない状況が続いたが、最終的な交渉がまとまり2005年（平成17年）に商業ビル「千歳タウンプラザ」として再開した。子会社のセントラルリーシングシステムが運営し、千歳市は支援策として1階フロアのうち1,230.64 m²を10年間の「賃貸借契約」により借り上げて固定資産税に相当する分を減免する形で助成したほか、ビル再開に伴う施設改修費用の一部を負担した。中心となるテナントには長谷川産業関連会社が運営する家具店「スイートデコレーション」が出店した。中心街において、タウンプラザ周辺だけ通行量が増えるなどの効果があったが、千歳市借り上げ部分のテナント誘致に苦戦が続き、同部分の赤字は2年間で941万円となった。2010年（平成22年）に入店していた「文教堂書店」が千歳駅前のペウレ千歳（現在の千歳ステーションプラザ）に移転し、2011年（平成23年）にはキーテナントのスイートデコレーションが閉店した。なお、程なくして総合衣料品販売店の「サンキ」が出店している。2014年（平成26年）に運営会社のシーリング社は市からの助成継続が難しいこと、中心街の活性化に一定の役割を果たしたこと、施設の老朽化が進んで改修工事に数億円が見込まれることなどから翌年3月での店舗部分閉鎖を発表した。この発表について市側も理解を示していたが、市の借り上げスペースに入店しているテナントの移転先確保が難航していたため、北海道空港は閉鎖を延期して暫定的な運営継続の方針を示した。
シーリング社は物販による収益施設の維持は難しいと判断し、新たな活用策として中心市街地のコミュニティ機能を担う交流施設へ転換するための改装工事を行い、2016年（平成28年）に民間図書館、子ども向け屋内遊具施設、屋内パークゴルフ場の新施設がオープンした。改装オープン後1ヶ月で千歳市内や札幌圏内などから約2万人が利用した。
まちライブラリーは2019年（令和元年）度に7万人の利用があり、地域の憩い、交流の場、中心市街地の賑わいに大きく寄与してきたが、2020年（令和2年）には新型コロナウイルスの感染拡大による利用者の減少により事業継続が困難となったことを理由に閉鎖が検討され、千歳市はシーリング社に対し存続を求めたが、運営を継続しないとの最終回答があった。翌年3月の運営終了が発表され、12月16日から始まった新型コロナウイルス感染拡大による臨時休業中の閉鎖となった。更に建物も老朽化が進んでいるため、シーリング社は建て替えの検討を進めた。同社は同年7月、入居している4テナントを本年度中に退去させ、2022年（令和4年）度に解体し、1階に店舗が入居する賃貸マンションを建設する方針を示した。
- 1982年（昭和57年）：「エスプラザ」が開業[13]。
- 1999年（平成11年）：「ちとせデパート」が破綻し、3階を除いてビルを閉鎖。
- 2002年（平成14年）5月：北海道空港が中心街の活性化と地域振興のために施設を購入[15]。
- 2003年（平成15年）
  - 11月：翌年6月から施設が再開される方向となる[17]。
  - 12月：施設改修費の扱いなどで行き詰まり、再開がずれ込む見通しが示される[17]。
- 2004年（平成16年）10月：再開が予定されたが、延期される[18]。
- 2005年（平成17年）
  - 2月23日：3月12日の再開が決定したと報道される[20]。
  - 3月7日：施設名称を「千歳タウンプラザ」にすると発表[21]。
  - 3月12日：「千歳タウンプラザ」開業。一部店舗がオープン。
  - 5月：全館オープン。
- 2010年（平成22年）3月7日：地下1階「文教堂書店」が閉店[24]。
- 2011年（平成23年）
  - 5月：家具店「スイートデコレーション」が閉店[26]。
  - 6月24日：総合衣料品販売店「サンキ」が出店[27]。
- 2014年（平成26年）9月：翌年3月に店舗部分を閉鎖すると発表[29]。
- 2015年（平成27年）
  - 1月29日：北海道空港が3月11日の閉鎖を延期すると発表[29]。
  - 3月8日：100円ショップ「セリア」が閉店[30]。
  - 3月11日：賃貸借契約が満了。翌日からは数店舗が暫定的な営業を続ける[30]。
  - 3月22日：「サンキ」が閉店[30]。
- 2016年（平成28年）
  - 9月：建物の改修工事を始める[31]。
  - 12月23日：改装オープン。子供向け遊び場や交流型図書館などを新設[31]。
- 2018年（平成30年）1月：鮮魚店「カマザワ水産」が閉店[38]。
- 2020年（令和2年）10月：「まちライブラリー」閉館が発表される[35]。
- 2021年（令和3年）
  - 3月31日：「まちライブラリー」閉館[35]。
  - 7月17日：新型コロナウイルス ワクチン集団接種会場となる[39]。
- 2022年（令和4年）
  - 7月ごろ：入居していた全施設の営業が終了[9]。
  - 10月1日：解体工事開始[8]。

## アクセス・駐車場
- 北海道旅客鉄道（JR北海道）千歳駅から徒歩約10分
- 北海道中央バス（千歳営業所）・千歳相互観光バス・あつまバス・道南バス「仲の橋通」バス停下車
- 専用駐車場あり
- 千歳市グリーンベルト地下駐車場利用